# 素巴第
素巴第（？—1650年），喀尔喀蒙古札萨克图汗部的首领，赉瑚尔的儿子。
1587年，库博克儿（今蒙古国前杭爱省境内）之战，赉瑚尔被瓦剌人所杀，1596年，喀尔喀左右翼在塔尔尼河畔举行会盟，推举素巴第为札萨克图汗。17世纪前半期，左翼的衮布即位时间晚，素巴第成为喀尔喀左右翼的盟主。素巴第与准噶尔关系亲密，1638年，素巴第汗率兵至歸化城，希望与明朝贸易，皇太極親自準備帶兵前去征討，但終因札薩克圖汗退去而罷戰。 1640年，与准噶尔巴图尔珲台吉共同召开卫拉特、喀尔喀各部领主会议，组成了更广泛的联盟，制订了《喀尔喀卫拉特法典》。对新兴的清朝心存疑惧，积极保持喀尔喀的独立地位。1647年与顺治帝的通信书不称名，词近悖慢。1650年，素巴第去世。
素巴第有七个儿子：索那木阿海楚琥尔、思其布额尔德尼、诺尔布毕锡哷勒图汗、衮布扎克冰图阿海、衮布扎克达尔汉珲台吉、伊沙尔约素图阿海、达沙尔车臣阿海。

### 徵引文獻
- 《清史稿》